# Stadtbezirk 1 (Ho-Chi-Minh-Stadt)
Koordinaten: 10° 47′ N, 106° 42′ O
Der Stadtbezirk 1 (Vietnamesisch: Quận 1) ist ein städtischer Bezirk von Ho-Chi-Minh-Stadt, Vietnam. Auf einer Fläche von 7,71 Quadratkilometer leben hier  226.569 Menschen (Stand 2006).
Stadtbezirk 1 ist das finanzielle, pädagogische, kulturelle, administrative, politische, kommerzielle Zentrum dieser Stadt. Dort befinden sich zahlreiche Regierungsämter und Botschaften. 

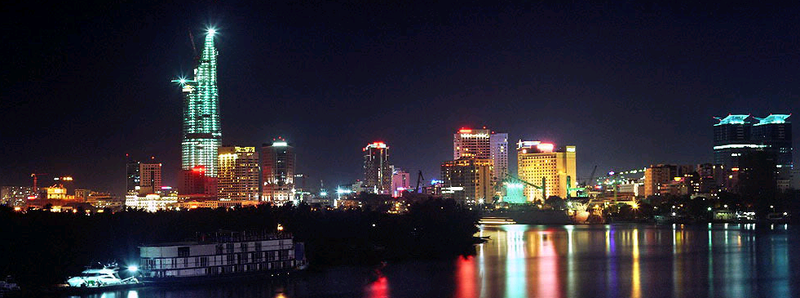
Stadtbezirk 1 vom Saigon Fluss aus gesehen

Der Bezirk wurde während der Zeit Französisch-Indochinas von französischen Architekten geplant. Bedeutende Bauwerke sind:
- Notre-Dame
- Opernhaus Saigon
- Wiedervereinigungspalast